# 宇多五郎
宇多 五郎（うだ ごろう、1901年6月30日 - 1982年10月11日）は、ドイツ文学者、翻訳家。
東京出身。1927年上智大学文学部独文科卒。上智大学講師、助教授、教授。外国語学部を創設し初代学部長。1972年定年、名誉教授。高村光太郎に師事した。次男は宇多文雄。

## 共著
- 『小狐こん吉の冒険 愉快な冒険ブック』水野清之共著　牧陽社 1947
- 『兎の丸さんの冒険 愉快な冒険ブック』水野清之共著 牧陽社 1948
- 『じいさん蛙の冒険 愉快な冒険ブック (3)』水野清之 牧陽社 1948
- 『かけ巣の貫太の冒険　愉快な冒険ブック 4』水野清之共著 牧書房 1948

### 翻訳
- ハインリッヒ・ザイデル『幸福な生活 レェベレヒト・ヒュウンヒェン』三笠書房 1942
- ハンス・ヘルヴェク『教育の根本問題 キリスト教的教育学』エンデルレ書店 1948
- シュティフテル『晩夏』第1-2　桜井書店 1948-50
- ヨハン・ダヴィッド・ウイース作 ヨハン・ルードルフ・ウイース訂補『スイスのロビンソン』岩波文庫　1952-52
- シュティフテル『遅咲き(ブリギッタ)』四季社 1953
- ルイ・ガレ『シラノの冒険』日本出版協同 サスペンス・ノベル選集 1953
- ゲェーテ『若きウエルテルの悩み』早川書房 ウェルテル文庫　1953
- F.ゲルシュテッカー『ミシシッピーの海賊』日本出版協同 サスペンス・ノベル選集 1954
- シュトルム原作『白馬の騎手』大日本雄弁会講談社 世界名作全集　1956
- W.グレンツマン『現代ドイツ文学』創文社 ソフィア叢書　1959
- シュティフター『ブリギッタ・森の泉　他五編』高安国世共訳　岩波文庫 2011

## 注
1. ↑  『著作権台帳』
2. ↑  尾崎賢治「名誉教授訪問記　宇多五郎先生」『ソフィア』1978年11月